# Фальковский, Александр Павлович
Александр Павлович Фальковский (25 февраля 1912 года, Черкассы, Киевская губерния, Российская империя — 1992?, Москва) — советский театральный и цирковой художник и режиссёр; заслуженный художник РСФСР (1969).

## Биография
В 1930 году окончил студию живописи в Москве.
До 1948 года работал театральным художником в Москве и других городах (Ашхабад — Туркменский театр оперы и балета имени Махтумкули), затем — в цирке.
В 1951 году вступил в КПСС.
В 1958—1973 годах — главный художник Союзгосцирка.
Состоял членом редколлегии журнала «Советская эстрада и цирк».

### Семья
- Сын — Леонид, физик, доктор физико-математических наук, профессор[2].
  - Внук — Илья (род. 1971) — российский драматург, прозаик, рэп-поэт, литературный критик[2].

## Творчество

### Работы художника в цирке
- клоунада «Вокруг света» (1948)
- тематические представления «Дружба смелых» (совместно с А. Судакевич, 1949), «За мир, за дружбу!» (1952)
- пантомимы «Пароход идёт Анюта» (1961)[3], «Бахчисарайская легенда» (1963)[4], «Лечение смехом» (1965), «Знак на скале» (в Азербайджанском цирковом коллективе, 1966), «Корчагинцы» (Киевский цирк, 1977)
- аттракционы, программы и отдельные номера в выпускной программе молодых клоунов (Студия при Московском цирке, 1948—1949)
- программа Украинского циркового коллектива (1957)
- новая редакция аттракциона «Чудеса без чудес» А. Сокола (1961)[5]
- аттракционы «Зубры и тигры» В. Тихонова (1966), «Человек-невидимка» О. Белоусова (1967)[6], «Львы на лошадях» А. и Т. Буслаевых (1958), «Конная сюита» Л. Котовой и Ю. Ермолаева (1965)
- программы для зарубежных гастролей артистов советского цирка
- сценический костюм Ю. Никулина.

Являлся режиссёром части из перечисленных номеров.

### Избранные публикации
- Фальковский А. П. Нужна постановочная часть // Сов. эстрада и цирк. — 1964. — № 3.
- Фальковский А. П. Художник в цирке. — М.: Искусство, 1978. — 178 с. — 10 000 экз.
- Фальковский А. П. Яркому искусству — яркий плакат // Сов. эстрада и цирк. — 1967. — № 1.

## Награды
- Лауреат и дипломант Всесоюзных смотров новых произведений циркового искусства (1964, 1968).
- Заслуженный художник РСФСР (1969).